# Gedney Drove End
Gedney Drove End – osada w Anglii, w hrabstwie Lincolnshire. Leży 20 km od miasta Boston, 64,6 km od Lincoln i 148,3 km od Londynu. W 2016 miejscowość liczyła 691 mieszkańców.